# José Miguel Bravo de Laguna Bermúdez
José Miguel Bravo de Laguna Bermúdez (28 de juliol de 1944, Las Palmas de Gran Canaria) és un advocat i polític canari, diputat al Congrés dels Diputats, conseller del Cabildo i actualment cap del partit Unidos por Gran Canaria.

## Biografia
Llicenciat en dret per la Universitat Complutense de Madrid. Oposità al cos d'Advocats de l'Estat, i després d'aprovar el 1973, va ser destinat al Servei Jurídic de la Delegació d'Hisenda a Las Palmas. Va cursar també estudis de periodisme el 1966.
Fou elegit diputat per la Província de Las Palmas, de la Unió de Centre Democràtic (UCD) a les eleccions generals espanyoles de 1977, 1979 i 1982. Va defensar el model econòmic i fiscal canari i el desembre de 1981 fou nomenat sotssecretari de Pressupost i Despesa Pública del Ministeri d'Hisenda d'Espanya per Adolfo Suárez.
Desapareguda la UCD el 1982, fou elegit vicepresident quart del Congrés dels Diputats el 1982 i es passà al Partit Liberal, que formà coalició amb Aliança Popular i fou novament reescollit a les eleccions generals espanyoles de 1986. Va compatibilitzar la seva estada en el Congrés amb un lloc de conseller en el Cabildo de Gran Canària. En 1991 fou escollit President Regional del Partit Popular i Parlament de Canàries. El 1995 va encapçalar la llista del Partit Popular, i va ser candidat a la Presidència de la Comunitat Autonòmica de Canàries, però es conformà amb la presidència del Parlament de Canàries, càrrec que ocupà fins al 2003, quan abandonà la política activa.
Tornà a la política el 2011, essent designat pel Partit Popular de Canàries per encapçalar la llista electoral al Cabildo insular de Gran Canària a les eleccions municipals espanyoles de 2011. El 22 de maig d'aquest mateix any, el Partit Popular amb José Miguel Bravo de Laguna Bermúdez al capdavant, guanyà les eleccions a la Presidència del Consell de Gran Canària, obtenint 14 consellers, a només un de la majoria absoluta. El dia 20 de juny de 2011, prengué possessió del càrrec de President del Consell de Gran Canària, amb el suport dels 14 consellers del Partit Popular, i els 3 del grup CC-CCN, ocupant el càrrec fins al 2015.